# Joseph Kahn (periodista)
Joseph F. Kahn (Boston, 19 de agosto de 1964) es un periodista estadounidense. Actualmente se desempeña como editor ejecutivo de The New York Times. En 2006 ganó el premio Pulitzer de periodismo internacional junto a Jim Yardley.

## Biografía
Nacido en Boston, Massachusetts, en 1964; es el hijo mayor de Dorothy Davidson y Leo Kahn (1916–2011), fundador de la cadena de supermercados Purity Supreme en Nueva Inglaterra y cofundador de la cadena mundial de suministros de oficina Staples. Su padre había obtenido una licenciatura en periodismo de la Universidad de Columbia, después de lo cual trabajó brevemente como reportero, lo que provocó un interés continuo en el periodismo que se reflejó en su frecuente disección de la cobertura periodística con su hijo.
Se graduó de la Universidad de  Harvard en 1987, donde obtuvo una licenciatura en historia estadounidense y se desempeñó como presidente de The Harvard Crimson. En 1990, obtuvo una maestría en estudios de Asia Oriental de la Escuela de Graduados en Artes y Ciencias de Harvard.
Kahn se unió al Times en enero de 1998, después de pasar cuatro años como corresponsal en China de The Wall Street Journal. Antes del Journal, fue reportero en The Dallas Morning News, donde formó parte de un equipo de reporteros galardonados con el Premio Pulitzer en 1994 por reportajes internacionales de sus historias sobre la violencia contra las mujeres en todo el mundo. En junio de 1989, el gobierno chino ordenó a Kahn que abandonara el país porque trabajaba como reportero con una visa de turista.
En 2006, Kahn y Jim Yardley ganaron el premio Pulitzer de periodismo internacional para el Times que cubre el estado de derecho en China. Kahn fue editor asistente de cabecera para International en The Times desde 2014 hasta septiembre de 2016.